# Hyalotomaspis clarissa
Hyalotomaspis clarissa är en insektsart som först beskrevs av Jacobi 1921.  Hyalotomaspis clarissa ingår i släktet Hyalotomaspis och familjen spottstritar. Inga underarter finns listade i Catalogue of Life.